# Руска академия за музика „Гнесини“
Руската музикална академия на името на Гнесини (РАМ на името на Гнесини) е федерална държавна институция за висше музикално образование, разположена в Москва на улица Поварская, 30 – 36.
Академията е едно от трите основни висши учебни заведения на Руската образователна и методическа асоциация за обучение в областта на музикалното изкуство, заедно с Московската и Санкт Петербургската консерватории. Един от водещите музикални университети в страната и света.
Академията е единственият университет, който представя всички специалности и специализации на различни музикални направления, изучавани в Русия.

## История
На 2 (15) февруари 1895 г. [започва историята на музикалните образователни институции, кръстени на Гнесините, дори преди разделянето на училище, колеж и академия (по това време институт). Датата се свързва с появата на първия ученик в частното музикално училище, основано от трите сестри Гнесини: Евгения, Мария и Елена. Оттогава тази дата се чества като традиционен празник за жителите на „Гнесин“.
Строителството на модерната сграда започва през 1937 г. по проект на А. В. Тишин и Е. С. Гоголев, прекъснато по време на войната и възобновено през 1943 г. Основната част на академията е построена през 1946 г. и става първата сграда, построена в Москва специално за университет.
През март 1944 г. е прието правителствено постановление за организирането на второто висше музикално учебно заведение в столицата – Държавния музикално-педагогически институт „Гнесин“, дори преди да се премести в новата сграда.
През 1946 г. е открита нова сграда. На първия етаж има десетгодишно училище, на втория – колеж, на третия и четвъртия етаж – институт. Седемгодишното училище „Гнесин“ остава в старата сграда на площадката „Собакая“. Впоследствие институтът заема цялата сграда, а други образователни институции са кръстени на него. Гнесините получават отделни сгради.
Основната цел, посочена в самото име на института, е педагогическа. Консерваториите произвеждат добри изпълнители, но това не е достатъчно, тъй като малко от тях посвещават живота си на преподаване, а музикалните училища в различни градове на страната се нуждаят от персонал с висше музикално образование.
През 1950 г. учебната сграда на института (Академията) е разширена, а през 1958 г. към нея е добавена концертна зала, чийто вход се намира в улица „Мали Ржевски“. На 5 декември 2011 г. Академията е акредитирана като експерт от Рособрнадзор и става първият университет по изкуствата, който има авторитет на експерт в областта на образованието. В удостоверението, издадено от Федералната служба за надзор в образованието, се посочва, че Академията може да бъде привлечена като експертна организация в осъществяването на дейности по държавен контрол на качеството на образованието.
От 2016 г. Академията е класифицирана като особено ценен обект на културното наследство на народите на Руската федерация (с указ на президента на Руската федерация В. В. Путин № 175 от 11 април 2016 г.)
През октомври 2016 г. група, състояща се от студенти и преподавател от Академия „Гнесин“, взима участие в международния образователен проект в областта на културата и изкуството „Educational Bridge Project” (Бостън и Кеймбридж, Масачузетс, САЩ), посещавайки класове в Бъркли, Бостънския университет и Харвард.
В съответствие със заповед на Министерството на културата на Руската федерация № 1518 от 23 август 2018 г., с цел оптимизиране на работата на структурите на подведомствените институции на министерството, Федералната държавна бюджетна образователна институция „Държавно музикално училище за естрада и джаз изкуство“ се реорганизира със структурно звено на Академията.

## Архитектура
Издадената лява част на сградата с главния вход е рамкирана от две двойки полуколони с оригинално проектирани композитни капители. Дясната страна на сградата е украсена с подобни колони, между които има барелефни портрети на руски композитори. Над колоните има мансарден етаж. Сградата е декорирана в традиционни тонове в светла охра и е типичен представител на сталиновия класицизъм.

## Зали

### Концертна зала
Концертната зала се намира на улица „Мали Ржевски“, дом № 1. Капацитет – 432 места. Има 2 концертни рояла, 6 артистични зали, модерна озвучителна и осветителна техника.
През 2004 г. на входа на Концертната зала е издигнат паметник на Елена Фабиановна Гнесина. Скулптор – А. Бурганов.

### Малка зала
Малката зала на академията се намира на 4-тия етаж на основния учебен корпус. Капацитетът на залата е 100 места. Има 2 рояла.

###### „Музикална всекидневна на къщата на Шувалов“
Обект на културното наследство на народите на Руската федерация с федерално значение Обект на културното наследство на народите на Руската федерация с федерално значение. Рег. № 771510310400006 (ЕГРОКН)
Двуетажната къща на В. Н. Охотников – Шувалов (ул. Поварская, 30/36) е включена в комплекса от сгради на Института „Гнесин“ през 50-те години. В резултат на реставрацията, извършена в края на 20 век, централната част на сградата е визуално подчертана, а между сградите на къщи № 30 и № 32 е изграден проход. Интериорът на къщата частично запазва декоративния дизайн от края на 19 век: циментова замазка, живопис, широко мраморно стълбище.
През 1989 г. в реновираната Шувалова къща са открити класове и камерна концертна зала на института. „Гнесин“ „Музикална всекидневна на къщата на Шувалова“ за 120 места. Залата разполага с 2 рояла и 2 артистични зали. Сградата е обект на културно наследство от федерално значение.
На 27 март 2011 г. в рамките на VI Международен симпозиум „Органът в 21 век“ в Музикалната всекидневна на Шуваловата къща се състоя тържественото откриване на позитивния орган на словенската фирма „Škrabl“. който остава в Академията до 2013 г.
През 2011 – 2012 г. сградата е изцяло реновирана.

### Органна зала
Органната зала в Академията се появи в аудитория 75, на 4-ия етаж на основната академична сграда, с инсталирането на английския духов романтичен орган „Хенри Джоунс“, чието откриване в Академията се състоя на 25 ноември 1996 г. В миналото инструментът стоеше в една от църквите в Лондон. Реставрацията на инструмента е извършена от специалист в областта на органостроенето Владислав Янович Йодис, който в момента се занимава с неговата поддръжка и настройка, а също така преподава курса „Основи на дизайна и работата на органа“.
Органната зала е домакин на концерти и класове за студенти от катедрата по орган и клавесин, както и концерти, семинари и майсторски класове на известни органисти.
От 2005 г. в Залата за органи се помещава и колекцията на Специализираната библиотека за органи на Робин Лангли.
Освен органа на Хенри Джоунс, Академията разполага с учебен орган „Павел Чилин“ в клас 74 (6/II/P, 2002), както и два дигитални (електронни) органа – тримануален орган на фирмата Йоханус в клас 76 и четиримануален орган на фирма „Макин“ в КЗ Академия. През 2011-2013 г. Академията ползва безплатно позитивен орган на словенската фирма „Shkrabl” с окачен педал (4/I/P).

#### Диспозиция на органа „Хенри Джоунс“
Органът е един от най-старите инструменти в Москва (предполага се от 1871 г.) и има 10 регистъра, 2 мануала и педал, общо 514 тръби, механичен регистър и структура за свирене.

## Мемориален дом музей „Ел. Ф. Гнесина“
По време на строителството на Института (Академията) първоначално е планиран апартамент, където са живели сестрите Елена и Олга Гнесин. След смъртта на Елена Фабиановна Гнесина, която живее в този апартамент през последните осемнадесет години от живота си, през 1969 г. е създаден мемориален музей – единственият жилищен музей в Москва, разположен директно в университета. Музеят е съхранил напълно обзавеждането, архива и библиотеката на „Гнесина“. Апартамент Ел. Ф. Гнесина е идентифициран обект на културното наследство.
Всеки септември музеят е домакин на „посвещаването в студенти“ на първокурсниците на Академията.

## Факултети
- Пиано.
- Оркестров. Декан – доцент Олга Игоревна Ваганова (Кожурина).
- Народни инструменти – открита през 1948 г. Първият факултет за народни инструменти в историята на Русия. Основател – Александър Сергеевич Илюхин. От 2004 г. факултетът се състои от катедра по народни инструменти (балалайка, домра, ръководител на катедрата – А. А. Горбачов) и катедра по акордеон и акордеон (ръководител на катедрата – професор, народен артист на Русия Фридрих Робертович Липс).
- Фолклорно изкуство – открит 2012 г. Състои се от отдели „Хорово и соло народно пеене“ и „Национални инструменти на народите на Русия“ (арфа, руска хармоника). Първият ръководител на катедрата е заслужил артист на Руската федерация, доцент Любов Яковлевна Жук (арфа), сега ръководител на катедрата е Александър Сергеевич Базиков.
- Историко-теоретико-композиционен. Декан – доцент, кандидат по история на изкуството, почетен работник на сферата на образованието на Руската федерация Натела Исидоровна Енукидзе.
- Вокален.
- Диригентска.
- Съвременна музикална индустрия. Открит през 2018 г. на базата на производствения факултет (основан през 2000 г. от професор, доктор по история на изкуството и доктор на психологическите науки, заместник-ректор Д. К. Кирнарская, факултет – от 2005 г.). Декан (и.д.) – Иля Александрович Репенак, художествен ръководител на Руския национален младежки симфоничен оркестър. Факултетът включва: катедра „Производство на сценични изкуства“ (от 2000 г., ръководител на катедрата – О. В. Иванов), катедра „Мениджмънт на музикалното изкуство“ (от 2017 г., ръководител на катедрата – Д. Г. Родионова) и катедра „Музикално звуково инженерство“ (от 1987 г., ръководител на катедрата – В. С. Осадчев).
- Сценично музикално изкуство. Декан – доцент, заместник-ректор на Руската музикална академия за средно професионално образование „Гнесин“, директор на музикалното училище „Гнесин“ Валерий Александрович Гроховски, професор в Тексаския университет (САЩ). Катедри: инструментално джаз изпълнение и поп-джаз пеене.

## Творчески групи
- Симфоничен оркестър (90 души)
- Руски народен оркестър „Душата на Русия“ (60 души)
- Духов оркестър (50 човека)
- Академичен хор (50 човека)
- Народен хор (50 човека)
- Камерен академичен хор (30 човека)
- Оперен театър-студио на името на Ю. Сперански на Руската музикална академия „Гнесин“
- Камерен оркестър (18 души)
- Концертен руски оркестър (18 души)
- Баянно-акордеонен оркестър „Ad Libitum” (16 души)
- Фанфарен ансамбъл (12 човека)
- Фолклорен певчески ансамбъл „Золотица“ (9 човека)
- Академичен бенд с диригент А. Крол